# Femeia Șoim
Hawkgirl (nume tradus în română ca Fata Șoim sau Femeia Șoim) este numele mai multor supereroine ce apar în benzile desenate americane publicate de DC Comics. Personajul original, Shiera Sanders Hall, a fost creat de scriitorul Gardner Fox și artistul Dennis Neville, și a debutat în Flash Comics #1 (ianuarie 1940). A fost una din primele eroine DC, precedând-o chiar și pe Wonder Woman.
A doua încarnare, Shayera Hol, a fost creată de scriitorul Gardner Fox și artistul Joe Kubert, și a apărut pentru prima dată în The Brave and the Bold #34 (martie 1961). Cea mai recentă versiune este Kendra Saunders, concepută de scriitorul David S. Goyer și artistul Stephen Sadowski. Aceasta a debutat în JSA: Secret Files and Origins #1 (august 1999). 
De la rescrierea continuității DC în seria din 1985, Crisis on Infinite Earths, istoria lui Hawkgirl a devenit neclară, tânăra zburătoare fiind asociată atât cu Egiptul Antic, cât și cu planeta fictivă Thanagar. 
Poveștile Femeii Șoim a fost adaptate în diverse medii, inclusiv în filme de animație, jocuri video și seriale de televiziune, apărând ca personaj principal sau recurent în serialele Liga Dreptății, Liga Dreptății fără limite, The Flash, Arrow, Tinerii justițiari, Super eroinele DC și Legends of Tomorrow. Ciara Renée a interpretat personajul în serialele din Arrowverse.
Lista IGN a „Top 25 Heroes of DC Comics” a clasat-o pe Hawkgirl pe locul 22. A fost clasată pe locul 80 în clasamentul „100 Sexiest Women in Comics” a Comics Buyer's Guide.

## Caracterizare
Femeia Șoim își datorează puterile unei centuri din metal Nth, o substanță originară de pe planeta Thanagar. Metalul este psiho-reactiv, răspunzând la gândurile purtătorului său, și, în forma sa elementară, are o serie de proprietăți electromagnetice/gravitaționale. Acesta le conferă Șoimilor puterea de a zbura, forță supraomenească, văz pătrunzător, și o capacitate sporită de vindecare/regenerare. De asemenea, are proprietatea de a radia căldură, care poate fi controlată pentru a încălzi purtătorul în climatele mai reci.

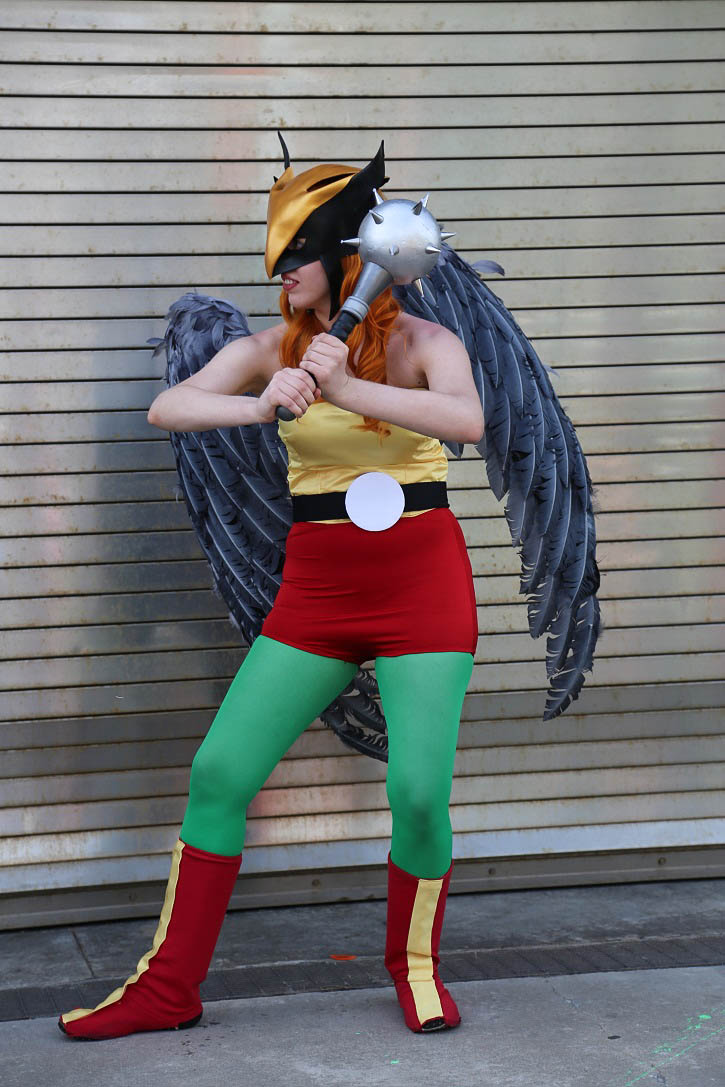
Costumul Femeii Șoim (Shayera Hol)

În plus, Femeia Șoim prezintă abilități avansate de luptă corp la corp. La fel ca Hawkman, ea păstrează cunoștințele acumulate în mai multe vieți de luptă. Armele ei preferate sunt sulița sau buzduganul, dar a fost descrisă folosind săbii, topoare, ciocane, scuturi și alte arme.
La fel ca toți thanagarienii contemporani, Shayera Hol are o pereche de aripi care îi permit să zboare. Ca extraterestră, are o forță fizică, rezistență și durabilitate considerabile. Ca fostă membră a armatei thanagariene, a avut parte de o pregătire intensivă în știință militară și tactici de luptă. În plus, faptul că se concentrează pe spionaj poate face din ea un adversar dificil de urmărit, și îi oferă un avantaj atunci când urmărește răufăcătorii.

## Publicații

### Epoca de Aur
Creată de scriitorul Gardner Fox și artistul Dennis Neville, Shiera Sanders a apărut pentru prima dată în Flash Comics #1 (ianuarie 1940), în aceeași poveste de 12 pagini în care Fox și Neville l-au introdus pe Hawkman. Shiera apare pentru prima dată ca Hawkgirl în All Star Comics #5 (iulie 1941), într-un costum creat de Sheldon Moldoff, bazat pe costumul lui Neville pentru Hawkman.

### Epoca de Argint
Odată cu dispariția popularității supereroilor la sfârșitul anilor 1940, rubrica Hawkman a luat sfârșit în ultimul număr din Flash Comics, în 1949. În 1956, DC Comics l-a relansat pe Flash prin reînnoirea personajului cu o nouă identitate și o nouă poveste. În urma succesului noului Flash, DC Comics l-a relansat pe Hawkman într-un mod similar, în The Brave and the Bold #34 din 1961. Versiunile din Epoca de Argint ale lui Hawkman și Hawkgirl erau niște tineri căsătoriți de pe planeta Thanagar, veniți pe Pământ pentru a studia poliția. Hawkgirl din Epoca de Argint este prezentată sub numele de Shayera Hol (fonetic identic cu Shiera Hall), care apare în costum încă de la prima ei apariție. Deși Hawkman se alătură Ligii Dreptății în Justice League of America #31 din 1964, lui Shayera nu i s-a oferit acest post, deoarece regulile Ligii Dreptății permiteau admiterea unui singur membru nou. În 1981, Hawkgirl și-a schimbat numele în Hawkwoman, în World's Finest Comics #274.
Odată cu instituirea sistemului multiversal al DC, s-a menționat faptul că Hawkgirl din Epoca de Aur a trăit pe Pământul Doi, iar Hawkgirl din Epoca de Argint pe Pământul Unu.